# Excam
Excam of Excam system is een systeem voor de bediening van de kleppen in een verbrandingsmotor, dat in de jaren vijftig door Folke Mannerstedt werd ontwikkeld en waarbij de nokkenassen waren vervangen door excenterstangen. 
De naam zou ex-cam (zonder nokkenas) kunnen betekenen, maar ook kunnen duiden op excenter-cam (excentrische nokkenas). Het systeem werd gebruikt door Husqvarna en Volkswagen. Ook de Lito-crossers, die gemodificeerde Husqvarna-blokken gebruikten, hadden dit systeem. Een vergelijkbaar systeem had NSU (Ultramax).